# Parodontophora wuleidaowanensis
Parodontophora wuleidaowanensis is een rondwormensoort uit de familie van de Axonolaimidae. De wetenschappelijke naam van de soort is voor het eerst geldig gepubliceerd in 2005 door Zhang.